# ドゥレッツァ
ドゥレッツァ（欧字名:Durezza、2020年4月24日 - ）は、日本の競走馬。2023年の菊花賞の勝ち馬である。
馬名の意味は、激しさ、厳しさ（音楽用語）。父名より連想。

## 戦績

### 2歳（2022年）
9月19日、中山競馬場第6レースの2歳新馬戦（芝2000m）で、クリストフ・ルメールを背にデビューし3着。約2か月後、ルメールとの再コンビで挑んだ東京競馬場の2歳未勝利戦で、のちの重賞馬サトノグランツを下して初勝利を収めた。

### 3歳（2023年）
1月のセントポーリア賞より始動する予定だったが、蹄の不安で回避。復帰戦となった4月の山吹賞（1勝クラス）で2勝目を挙げた。結局春クラシックには間に合わなかったものの、続く6月のホンコンジョッキークラブトロフィー（2勝クラス）、8月の日本海ステークス（3勝クラス）も勝利してオープンクラスに昇格した。
迎えた10月22日、主戦のクリストフ・ルメールに戻り、初の重賞・初のGI挑戦としてクラシック三冠最終戦の菊花賞に出走。レース前は皐月賞馬ソールオリエンス、ダービー馬タスティエーラ、トライアルの神戸新聞杯を制したサトノグランツに次ぐ4番人気に支持された。17頭立ての大外17番からスタートすると、1周目の3～4コーナーで一度ハナに立たった。2周目の向正面からはパクスオトマニカとリビアングラスの2頭を行かせて好位に待機し、直線で一気に抜け出すと、最後は2着タスティエーラに3馬身半差をつけ圧勝。初勝利から5連勝、また1990年のメジロマックイーン以来となる重賞初挑戦での菊花賞制覇を達成した。さらに、皐月賞馬とダービー馬の両方を下しての菊花賞制覇はナリタトップロード以来24年ぶりとなった。

### 4歳（2024年）
3月10日の金鯱賞より始動。1番人気に支持されたが、4角で外を回るロスを最後まで取り戻せず、前年覇者プログノーシスから5馬身差の2着に敗れた。続いて、4月28日の天皇賞（春）に出走。序盤は積極的なレース運びを見せるも、3コーナー手前から手応えが悪くなり、そのままズルズルと後退。2番人気の期待を大幅に裏切る15着に惨敗した。気温30度を超える当日のコンディションの影響で軽い熱中症の症状が確認されたほか、その後の検査で右第1指骨を剥離骨折していたことが判明した。全治3ヶ月の診断で休養入りとなった。

## 競走成績
以下の内容は、JBISサーチ、netkeiba.com、Racing Postおよびエミレーツ競馬協会の情報に基づく。
| 競走日     | 競馬場   | 競走名              | 格  | 距離（馬場）  | 頭 数 | 枠 番 | 馬 番 | オッズ （人気） | 着順 | タイム （上り3F） | 着差  | 騎手          | 斤量 [kg] | 1着馬（2着馬）         | 馬体重 [kg] |
| ---------- | -------- | ------------------- | --- | ------------- | ----- | ----- | ----- | --------------- | ---- | ----------------- | ----- | ------------- | --------- | ---------------------- | ----------- |
| 2022.09.19 | 中山     | 2歳新馬             |     | 芝2000m（稍） | 10    | 8     | 9     | 001.70（1人）   | 03着 | R2:04.2（35.7）   | -0.6  | 0C.ルメール   | 54        | ネビュルーズ           | 460         |
| 0000.11.12 | 東京     | 2歳未勝利           |     | 芝2000m（良） | 11    | 8     | 10    | 002.00（1人）   | 01着 | R2:00.9（33.4）   | -0.0  | 0C.ルメール   | 55        | （サトノグランツ）     | 460         |
| 2023.04.02 | 中山     | 山吹賞              | 1勝 | 芝2200m（良） | 6     | 5     | 5     | 001.70（1人）   | 01着 | R2:16.3（33.9）   | -0.2  | 0横山武史     | 56        | （フロムナウオン）     | 464         |
| 0000.06.04 | 東京     | ホンコンJCT         | 2勝 | 芝2000m（良） | 9     | 8     | 9     | 001.30（1人）   | 01着 | R1:59.2（32.7）   | -0.1  | 0C.ルメール   | 55        | （ヘネラルカレーラ）   | 462         |
| 0000.08.19 | 新潟     | 日本海S             | 3勝 | 芝2200m（良） | 13    | 4     | 4     | 002.10（1人）   | 01着 | R2:11.4（34.4）   | -0.1  | 0戸崎圭太     | 55        | （レッドラディエンス） | 456         |
| 0000.10.22 | 京都     | 菊花賞              | GI  | 芝3000m（良） | 17    | 8     | 17    | 007.30（4人）   | 01着 | R3:03.1（34.6）   | -0.6  | 0C.ルメール   | 57        | （タスティエーラ）     | 468         |
| 2024.03.10 | 中京     | 金鯱賞              | GII | 芝2000m（良） | 13    | 3     | 3     | 001.90（1人）   | 02着 | R1:58.4（35.0）   | -0.8  | 0C.ルメール   | 59        | プログノーシス         | 472         |
| 0000.04.28 | 京都     | 天皇賞（春）        | GI  | 芝3200m（良） | 17    | 6     | 12    | 002.80（2人）   | 15着 | 03:19.8（40.5）   | -5.6  | 0戸崎圭太     | 58        | テーオーロイヤル       | 464         |
| 0000.08.21 | ヨーク   | インターナショナルS | G1  | 芝2050m（良） | 13    |       | 3     | 008.70（5人）   | 05着 |                   | -0.4  | 0C.ルメール   | 61        | City Of Troy           | 計不        |
| 0000.11.24 | 東京     | ジャパンC           | GI  | 芝2400m（良） | 14    | 6     | 10    | 016.20（7人）   | 02着 | R2:25.5（33.4）   | -0.0  | 0W.ビュイック | 58        | ドウデュース           | 470         |
| 2025.04.05 | メイダン | ドバイSC            | G1  | 芝2410m（Gd） | 9     | 6     | 2     | 008.00（5人）   | 03着 | R2:27.49          | -0.44 | 0C.スミヨン   | 57.5      | Danon Decile           | 計不        |
| 0000.06.15 | 阪神     | 宝塚記念            | GI  | 芝2200m（稍） | 17    | 1     | 2     | 006.70（4人）   | 09着 | R2:12.4（36.7）   | -1.3  | 0横山武史     | 58        | メイショウタバル       | 468         |

- 海外の競走の「枠番」欄にはゲート番を記載
- 競走成績は2025年6月15日現在

## 血統表
| ドゥレッツァの血統                                    | ドゥレッツァの血統                                                               | ドゥレッツァの血統                                                               | （血統表の出典）                                                                 | （血統表の出典）  |
| 父系                                                  | キングマンボ系                                                                   | キングマンボ系                                                                   | キングマンボ系                                                                   |                   |
| 父 ドゥラメンテ 2012 鹿毛                             | 父の父キングカメハメハ 2001 鹿毛                                                 | Kingmambo                                                                        | Mr. Prospector                                                                   | Mr. Prospector    |
| 父 ドゥラメンテ 2012 鹿毛                             | 父の父キングカメハメハ 2001 鹿毛                                                 | Kingmambo                                                                        | Miesque                                                                          |                   |
| 父 ドゥラメンテ 2012 鹿毛                             | 父の父キングカメハメハ 2001 鹿毛                                                 | *マンファス                                                                      | *ラストタイクーン                                                                | *ラストタイクーン |
| 父 ドゥラメンテ 2012 鹿毛                             | 父の父キングカメハメハ 2001 鹿毛                                                 | *マンファス                                                                      | Pilot Bird                                                                       |                   |
| 父 ドゥラメンテ 2012 鹿毛                             | 父の母アドマイヤグルーヴ 2000 鹿毛                                               | *サンデーサイレンス                                                              | Halo                                                                             | Halo              |
| 父 ドゥラメンテ 2012 鹿毛                             | 父の母アドマイヤグルーヴ 2000 鹿毛                                               | *サンデーサイレンス                                                              | Wishing Well                                                                     |                   |
| 父 ドゥラメンテ 2012 鹿毛                             | 父の母アドマイヤグルーヴ 2000 鹿毛                                               | エアグルーヴ                                                                     | *トニービン                                                                      | *トニービン       |
| 父 ドゥラメンテ 2012 鹿毛                             | 父の母アドマイヤグルーヴ 2000 鹿毛                                               | エアグルーヴ                                                                     | ダイナカール                                                                     |                   |
| 母 *モアザンセイクリッド More Than Sacred 2009 青鹿毛 | 母の父More Than Ready 1997 黒鹿毛                                                | サザンヘイロー                                                                   | Halo                                                                             | Halo              |
| 母 *モアザンセイクリッド More Than Sacred 2009 青鹿毛 | 母の父More Than Ready 1997 黒鹿毛                                                | サザンヘイロー                                                                   | Northern Sea                                                                     |                   |
| 母 *モアザンセイクリッド More Than Sacred 2009 青鹿毛 | 母の父More Than Ready 1997 黒鹿毛                                                | Woodman's Girl                                                                   | Woodman                                                                          | Woodman           |
| 母 *モアザンセイクリッド More Than Sacred 2009 青鹿毛 | 母の父More Than Ready 1997 黒鹿毛                                                | Woodman's Girl                                                                   | Becky Be Good                                                                    |                   |
| 母 *モアザンセイクリッド More Than Sacred 2009 青鹿毛 | 母の母Danalaga 2000 鹿毛                                                         | *デインヒル                                                                      | Danzig                                                                           | Danzig            |
| 母 *モアザンセイクリッド More Than Sacred 2009 青鹿毛 | 母の母Danalaga 2000 鹿毛                                                         | *デインヒル                                                                      | Razyana                                                                          |                   |
| 母 *モアザンセイクリッド More Than Sacred 2009 青鹿毛 | 母の母Danalaga 2000 鹿毛                                                         | Tamarino                                                                         | Caerleon                                                                         | Caerleon          |
| 母 *モアザンセイクリッド More Than Sacred 2009 青鹿毛 | 母の母Danalaga 2000 鹿毛                                                         | Tamarino                                                                         | Fruition                                                                         |                   |
| 母系(F-No.)                                           | (FN:2-f)                                                                         | (FN:2-f)                                                                         | (FN:2-f)                                                                         |                   |
| 5代内の近親交配                                       | Mr. Prospector 4×5 ＝ 9.38％、Halo 4×4 ＝ 12.50％、Northern Dancer 5×5 ＝ 6.25％ | Mr. Prospector 4×5 ＝ 9.38％、Halo 4×4 ＝ 12.50％、Northern Dancer 5×5 ＝ 6.25％ | Mr. Prospector 4×5 ＝ 9.38％、Halo 4×4 ＝ 12.50％、Northern Dancer 5×5 ＝ 6.25％ |                   |
| 出典                                                  | 1.                                                                               | 1.                                                                               | 1.                                                                               | 1.                |

- 母モアザンセイクリッドはニュージーランドオークスの勝ち馬。
- 3代母Tamarinoの半兄に1995年BCターフ勝ち馬のNorthern Spurがいる。
- そのほかの近親にサマーセント、テンハッピーローズ、Marju、Salsabilなど。詳細はウェルシュフレイム#主要なファミリーラインを参照。